# Liste der Kulturdenkmäler in Kopp
In der Liste der Kulturdenkmäler in Kopp sind alle Kulturdenkmäler der rheinland-pfälzischen Ortsgemeinde Kopp aufgeführt. Grundlage ist die Denkmalliste des Landes Rheinland-Pfalz (Stand: 17. Juli 2023).

## Einzeldenkmäler
| Bezeichnung                           | Lage                                      | Baujahr         | Beschreibung                                                      | Bild                           |
| ------------------------------------- | ----------------------------------------- | --------------- | ----------------------------------------------------------------- | ------------------------------ |
| Quereinhaus                           | Dorfstraße 4 Lage                         | 1844            | Wohnteil eines Quereinhauses, bezeichnet 1844                     | Fotos hochladen                |
| Hofanlage                             | Dorfstraße 8 Lage                         | 1759            | Hofanlage; Wohnhaus, bezeichnet 1759 (?), stattliche Stallscheune | Fotos hochladen                |
| Katholische Filialkirche St. Matthias | Wallersheimer Straße 2 Lage               | 18. Jahrhundert | Saalbau, 18. Jahrhundert, Vorhalle von 1850                       | weitere Bilder Fotos hochladen |
| Kirchhofskreuz                        | Wallersheimer Straße, bei Nr. 2 Lage      | 1792            | Kirchhofskreuz, Rotsandstein, bezeichnet 1792                     | weitere Bilder Fotos hochladen |
| Wegekreuz                             | westlich des Ortes auf dem Hundsberg Lage | 18. Jahrhundert | barockes Schaftkreuz, Rotsandstein, 18. Jahrhundert               | Fotos hochladen                |

## Ehemalige Kulturdenkmäler
| Bezeichnung | Lage                           | Baujahr | Beschreibung                         | Bild            |
| ----------- | ------------------------------ | ------- | ------------------------------------ | --------------- |
| Schützkreuz | südlich des Ortes im Wald Lage |         | Wegekreuz; aus Denkmalliste gelöscht | Fotos hochladen |